# Осадчий, Олег Владимирович
Осадчий Олег Владимирович (род. 16 августа 1951, Чистяково) — советский и украинский хозяйственник и политик, городской голова города Керчи с 1998 по 2014 год.

## Образование
- Донецкий институт советской торговли (1986), инженер-механик (заочно).
- Харьковский региональный институт госуправления Украинской Академии госуправления при Президенте Украины, магистр госуправления (2002).

## Биография
- 1968—1969 — токарь Торезского электротехнического завода Донецкой области;
- 1969—1971 — служба в Советской Армии, Киевский военный округ;
- 1972—1974 — токарь Торезской автобазы комбината «Торезантрацит», Торезского электротехнического завода;
- 1974—1980 — прапорщик Советской Армии, Киевский военный округ;
- 1980—1982 — механик базы управления торговли Павлоградского горисполкома, Днепропетровская область;
- 1982—1984 — главный инженер управления торговли Павлоградского горисполкома;
- 1984—1988 — директор Павлоградского пивзавода;
- 1988—1992 — директор Павлоградского молочного комбината;
- 1993—1994 — директор Павлоградского завода пивобезалкогольных напитков;
- 1994—1995 — заместитель директора по производству и переработке сельхозпродукции завода «Альбатрос», г. Керчь;
- 1996—1997 — директор Керченского хлебокомбината;
- 1997—1998 — заместитель председателя Керченского городского совета по исполнительной работе;
- 1998—2014 — городской голова Керчи (4 каденции, последняя прекращена досрочно);
- 1998—2002 — депутат Верховной Рады Автономной Республики Крым;
- 2002—2006 — депутат Верховной Рады Автономной Республики Крым.

Являлся членом Партии Регионов, на недолгое время переходил в ряды коммунистов - блока Л. И. Грача, с 29 июня 2010 года — возглавлял Керченскую организацию Партии регионов.
Неоднократно критиковался за слишком жесткий и авторитарный стиль управления, поборы с предпринимателей. Являлся организатором коррупционных схем в горисполкоме, однако при всех коррупционных скандалах выходил «сухим из воды», подставляя заместителей и заведующих отделами. Победитель конкурса «Худший отец города" Украины в 2013 году. Семья мэра приватизировала многочисленные объекты недвижимости в Керчи.
В 2014 году во время событий «крымской весны» активно сопротивлялся подготовке референдума по переходу Крыма в Россию. Широко известен эпизод, когда он лично не давал сменить украинский флаг на здании горсовета. Сориентировавшись в ситуации публично поддержал проведение референдума. 20 июня 2014 года по инициативе руководства Республики Крым подал заявление об уходе с должности.
Баллотировался в сентябре 2014 года по 10 избирательному округу (самовыдвижение) на выборах депутатов Государственного Совета Республики Крым первого созыва, избран не был.
Внесён в базу украинского сайта Миротворец. С 2016 года зарегистрирован как частный предприниматель в сфере гостиничного бизнеса.
В 2017 году в керченских СМИ появилась информация, что Олег Осадчий стал помощником депутата Государственной Думы от партии Единая Россия по Керченскому округу №20 Константина Бахарева (в прошлом также члена Партии Регионов). При этом указывалось, что эти обязанности он выполняет на общественных началах.
В марте 2020 года назначен генеральным директором Историко-культурного, мемориального музея-заповедника «Киммерия Волошина».

## Учёная степень
Доктор социологических наук. Докторская диссертация по специальности 22.00.08 - Социология управления "Развитие местного самоуправления в полиэтническом социуме" была защищена в 2005 году в учёном совете при Орловской региональной академии государственной службы. Научный консультант - профессор С. В. Туманов.

## Награды
- Орден князя Ярослава Мудрого V степени (2011 г.) указом N819/2011 Президента Украины В. Ф. Януковича - "за значительный личный вклад в социально-экономическое развитие города Керчи, многолетнюю плодотворную общественно-политическую деятельность"[8].
- Орден «За заслуги» I степени (2008 г.) указом Президента Украины № 584/2008 от 26.06.2008 г.
- Орден «За заслуги» II степени (2004 г.) указом Президента Украины №1093/2004 от 17.09.2004 г.
- Орден «За заслуги» III степени (2001 г.) указом Президента Украины Л. Д. Кучмы №020/2001 от 14 августа 2001.
- Заслуженный работник промышленности Автономной Республики Крым (2000)[9].
- Почетная Грамота Президента Украины (1999).
- Почётная грамота Президиума Верховной Рады Автономной Республики Крым (2001)[10].
- Почётная грамота Президиума Верховной Рады Автономной Республики Крым (1999)[11].

## Обвинения и уголовное преследование
В феврале 2015 года было возбуждено дело о превышении служебных полномочий при выделении земельного участка приближённым к нему гражданам. Осадчий был арестован, в мае 2015 переведён под домашний арест. В октябре 2015 суд признал его виновным и постановил оштрафовать О. В. Осадчего на 200.000 рублей.
Экс-мэр подавал апелляцию на решение суда, по результатам рассмотрения штраф был снижен до 150.000 рублей.
Зимой 2019 года глава администрации Керчи С. Бороздин сообщил, что бывший мэр О. Осадчий несколько месяцев блокирует ремонт отопления в доме по ул. Набережной, №2 , где под его квартирой в ноябре 2018 года произошла авария. Без отопления остались девять квартир. Администрация Керчи заявила, что намерена решить спор с Осадчим в суде.

## Оценки
По словам генерала Геннадия Москаля (с 1997 по 2000-й год начальника Главного управления МВД в Крыму):

«Когда я начал работать в Крыму в 1997 году, большинство городского совета Керчи составляли бандиты. Для того чтобы работать с такими людьми, нужно быть или самому бандитом, или быть умнее их. Ну а Осадчий, он как Ленин — вечно живой. Или как ёж — и в руки не возьмёшь, и в глаза не заглянешь».